# Kazimierz Kowalski (duchowny)

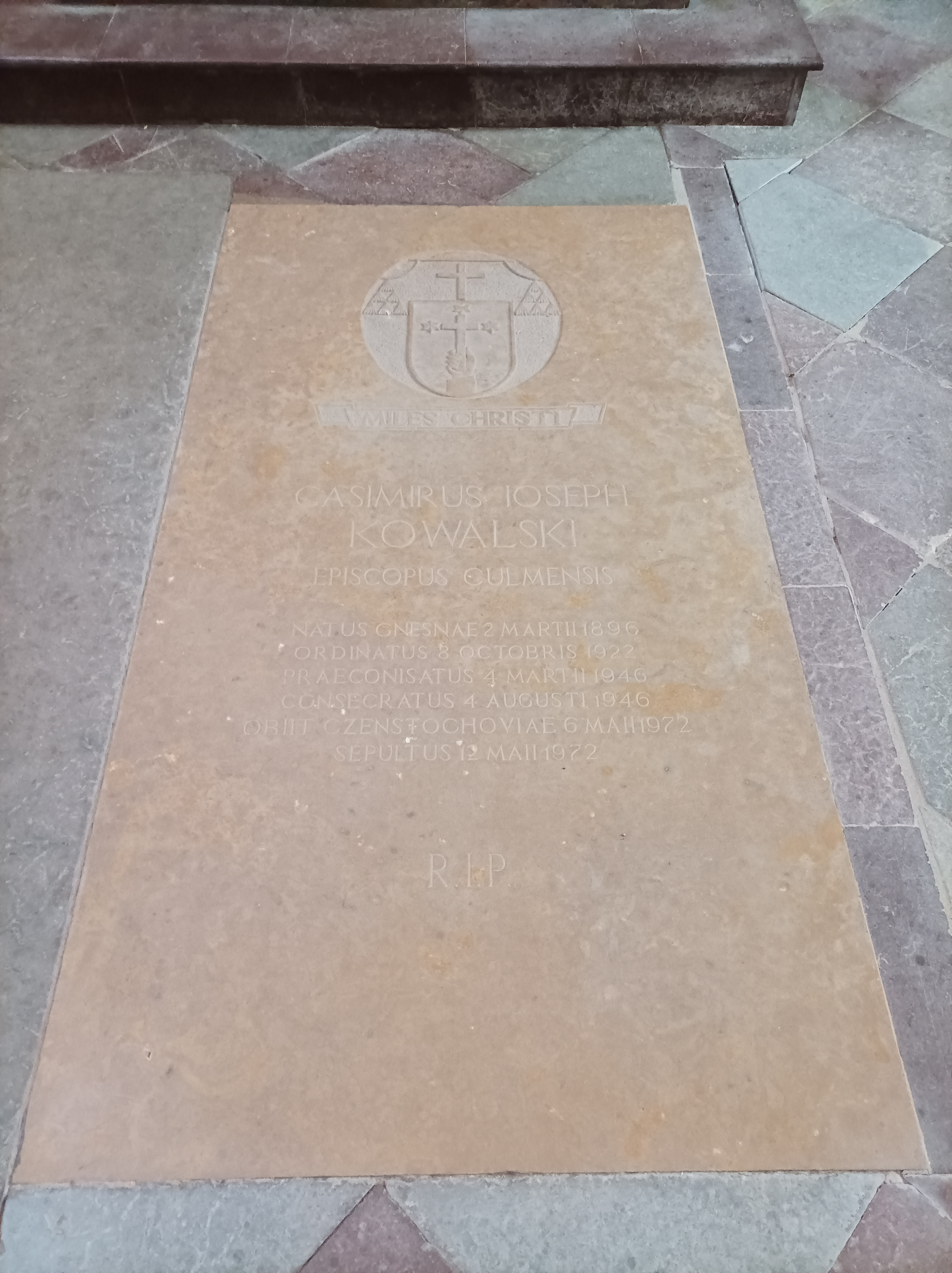
Płyta nagrobna biskupa Kazimierza Kowalskiego w katedrze pelplińskiej

Kazimierz Józef Kowalski (ur. 2 marca 1896 w Gnieźnie, zm. 6 maja 1972 w Częstochowie) – polski duchowny rzymskokatolicki, biskup diecezjalny chełmiński w latach 1946–1972.

## Życiorys
Urodził się 2 marca 1896 w Gnieźnie, w rodzinie Leona i Pelagii z Cellerów. Ukończył Królewskie Gimnazjum w Gnieźnie, maturę zdał w 1914. Podczas I wojny światowej został wcielony do armii niemieckiej i uczestniczył w działaniach wojennych.
W czasie powstania wielkopolskiego, w pierwszych dniach stycznia 1919 zgłosił się jako powstaniec do Legii Akademickiej. Przekazany do artylerii ciężkiej tworzył na Sołaczu pod Poznaniem 1. baterię I dywizjonu artylerii ciężkiej wielkopolskiej. 1 lutego wyruszył jako dowódca baterii na front Leszno. Udział w walkach pod Kąkolewem, Grodziskiem i Luboniem. Ostatnie walki pod Trzebinią. Czasowo dowódca I dywizjonu artylerii ciężkiej, przed przejęciem tego dywizjonu przez kapitana Kazimierza Abdank-Kozubskiego . 9 września 1920 został zatwierdzony z dniem 1 kwietnia 1920 w stopniu kapitana, w artylerii, w grupie oficerów byłej armii niemieckiej. 8 stycznia 1924 został zatwierdzony w stopniu kapitana ze starszeństwem z 1 czerwca 1919 i 419. lokatą w korpusie oficerów rezerwy artylerii. W 1922 posiadał przydział w rezerwie do 17 Pułku Artylerii Lekkiej w Gnieźnie, a od 1923 do 26 Pułku Artylerii Polowej w Skierniewicach. Później został przeniesiony do duchowieństwa wojskowego wyznania rzymsko-katolickiego w stopniu kapelana rezerwy ze starszeństwem z 1 listopada 1922 i 1. lokatą.
Studiował w Poznaniu, Strasburgu i Gnieźnie. Święcenia kapłańskie przyjął 8 października 1922. Uzupełniał następnie studia (głównie w kierunku filozoficznym) w Louvain, Rzymie i Monachium. Po powrocie ze studiów zagranicznych był profesorem w seminarium duchownym w Poznaniu i w Gnieźnie. W 1935 został rektorem seminarium poznańskiego. Był również profesorem Uniwersytetu Poznańskiego oraz duszpasterzem środowiska poznańskich intelektualistów. Od 1933 był kierownikiem Katedry Filozofii Chrześcijańskiej II na Wydziale Teologicznym Uniwersytetu Jana Kazimierza we Lwowie. Podczas II wojny światowej, z ciążącym na nim wyrokiem śmierci, ukrywał się w diecezji przemyskiej, gdzie wykonywał pracę duszpasterską.
4 marca 1946 został mianowany biskupem diecezjalnym diecezji chełmińskiej. Konsekrowany został 4 sierpnia 1946. W latach powojennych dbał szczególnie o rozwój powołań kapłańskich, tworzył nowe placówki duszpasterskie. W 1959 przeprowadził synod diecezjalny. W 1965 zwrócił się do papieża Pawła VI z prośbą o wydanie pisma zezwalającego na koronację cudownej figury Matki Boskiej Sianowskiej.
Uczestniczył we wszystkich czterech sesjach soboru watykańskiego II.
Autor wielu prac teologicznych i filozoficznych (filozofia chrześcijańska).

## Ordery i odznaczenia
- Krzyż Niepodległości – 20 lipca 1932 „za pracę w dziele odzyskania niepodległości”[14][2]
- Wielkopolski Krzyż Powstańczy – 6 grudnia 1957[4]